# Sander Westerveld
Sander Westerveld (* 23. říjen 1974, Enschede) je bývalý nizozemský fotbalový brankář a reprezentant.

## Klubová kariéra
- FC Twente (1992–1996)
- Vitesse (1996–1999)
- Liverpool FC (1999–2001)
- Real Sociedad (2001–2005)
- →  RCD Mallorca (hostování 2004)
- Portsmouth FC (2005–2006)
- →  Everton FC (hostování 2006)
- UD Almería (2006–2007)
- Sparta Rotterdam (2007–2008)
- AC Monza (2009–2011)
- Ajax Cape Town FC (2011–2013)[2]

S Liverpool FC vyhrál Pohár UEFA 2000/01 a vzápětí Superpohár UEFA.
S Liverpoolem získal též anglický pohár (2000/01). V další sezóně dosáhl svého nejlepšího ligového výsledku, když liverpoolští obsadili v Premier League 2. místo. Druhý skončil také s Realem Sociedad San Sebastian ve španělské lize v ročníku 2002/03.

## Reprezentační kariéra
V A-mužstvu Nizozemska debutoval 8. června 1999 v přátelském zápase ve městě Goiânia proti reprezentaci Brázílie (výhra 3:0).
S nizozemskou reprezentací získal dvě bronzové medaile z mistrovství Evropy, z EURA 2000 a EURA 2004 (zde do bojů nezasáhl). V národním týmu působil v letech 1999-2001 a odehrál celkem 6 utkání.